# Tlahuica
Los tlahuicas conformaron una civilización prehispánica habitando principalmente el actual estado de Morelos. Su lengua, la tlahuica, también llamada atzinca u ocuilteca, está afiliada al grupo otopame de la familia otomangueana. Se desarrollaron en el Periodo Posclásico (1100 d. C. - 1521 d. C.).
Sus ciudades más grandes fueron Cuauhnahuac (actual Cuernavaca) y Huaxtepec (actual Oaxtepec).
Los tlahuicas se llaman a sí mismos "pjiekak'joo", que significa "lo que yo soy", o "lo que yo hablo”, y en la actualidad habitan principalmente en los alrededores de Tepoztlán y Ocuilan, así como en otros municipios del norte del Estado de Morelos.

## Vestigios arqueológicos
Esta civilización contaba con una rica arquitectura y conocimientos en artes y templos-pirámides donde adoraban a sus deidades. En la actualidad se conservan los de Coatetelco, Teopanzolco, Xochicalco y El Tepozteco. 
- Coatetelco: zona arqueológica cuyo nombre significa "Lugar de Montículos de Serpientes". Estas pirámides están dedicadas a Ehécatl "Dios del Viento" y al juego de pelota.

- Teopanzolco: desarrollada alrededor del siglo XIII, este sitio arqueológico se encuentra en ciudad de Cuernavaca. Esta plaza ceremonial consta de dos pirámides dedicadas a las deidades de la lluvia y de la guerra, Tláloc y Huitzilopochtli. Además cuenta con dos templos menores dedicados a Ehécatl (Dios del Viento).

- Xochicalco: es considerada como la ciudad-fortaleza más importante de Mesoamérica y reconocida como Patrimonio de la Humanidad por la UNESCO. Este vestigio fue un trascendental centro político, científico y artístico. Destaca en la zona la Gran Pirámide, la Pirámide de las Serpientes Emplumadas, el Observatorio y el Juego de Pelota. Su nombre significa "Lugar de la Casa de las Flores".

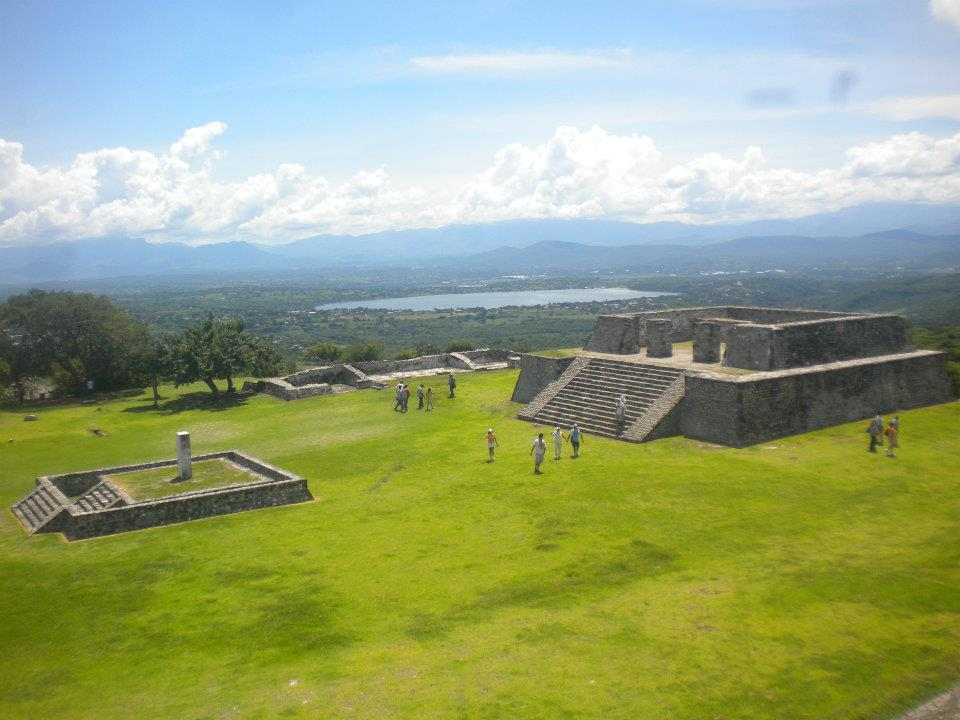
Pirámide de Xochicalco

- Tepozteco: este vestigio edificado entre los años 1150 y 1350 d. C. estuvo dedicado a Ometochtli-Tepoxtécatl, deidad del pulque, la fecundidad y la cosecha. La pirámide mide 9.50 metros de altura y en ella se encontró el ídolo dos Conejos, representación de Ometochtli. El Tepozteco también fue un dios, hijo de Ehécatl el dios del viento.

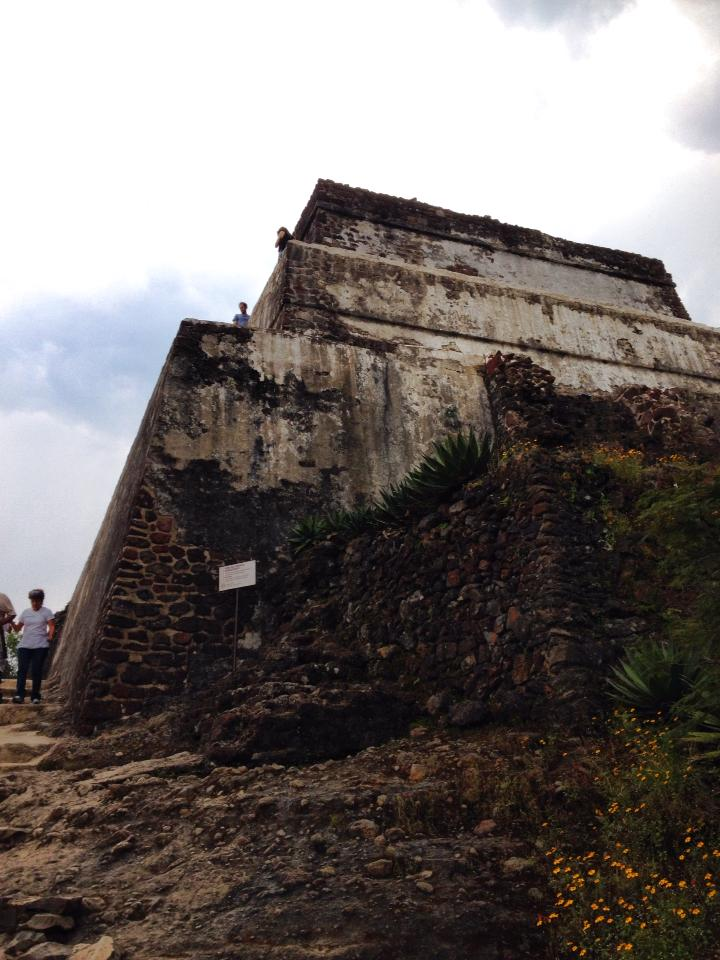
El Tepozteco

- Cabe resaltar la construcción en el Tepozteco ya que la pirámide se encuentra en la cima de una montaña que se localiza a más de 2000 m s. n. m. y 250 metros sobre el valle de Tepoztlán. Cada año, el 8 de septiembre, se hace una fiesta en el municipio de Tepoztlán, Morelos, donde se puede admirar de una flora y fauna extensa y un clima benigno.

## Economía y organización
Gran parte de su territorio es de tierras comunales y bosques, cuya explotación también ha sido una ocupación tradicional de los tlahuicas, que utilizan la madera para la construcción de sus casas, la elaboración del tejamanil (Tabla delgada que se coloca como teja en los techos de las casas.) y quema de leña para la preparación de sus alimentos. En menor escala la población se dedica a la crianza de aves de corral y de ganado menor; y, al igual que los otros pueblos indígenas, sus integrantes emigran temporalmente a las ciudades, principalmente cuando el trabajo en el campo es escaso.
Los tlahuicas estaban organizados en pequeñas ciudades-estados, 60 aproximadamente, cada una gobernada por un rey o Tlatoani quien heredaba su título. Estos pequeños estados cooperaban entre ellos a través del ritual, comercio y la diplomacia, aunque también competían por medio de la guerra, así como en el juego de pelota. El más poderoso de los tlatoani se adueñaba de sus vecinos y los obligaba a pagar tributos. Con el tiempo las capitales de estos estados más poderosos se convirtieron en ciudades más grandes, caracterizadas por una arquitectura impresionante. 

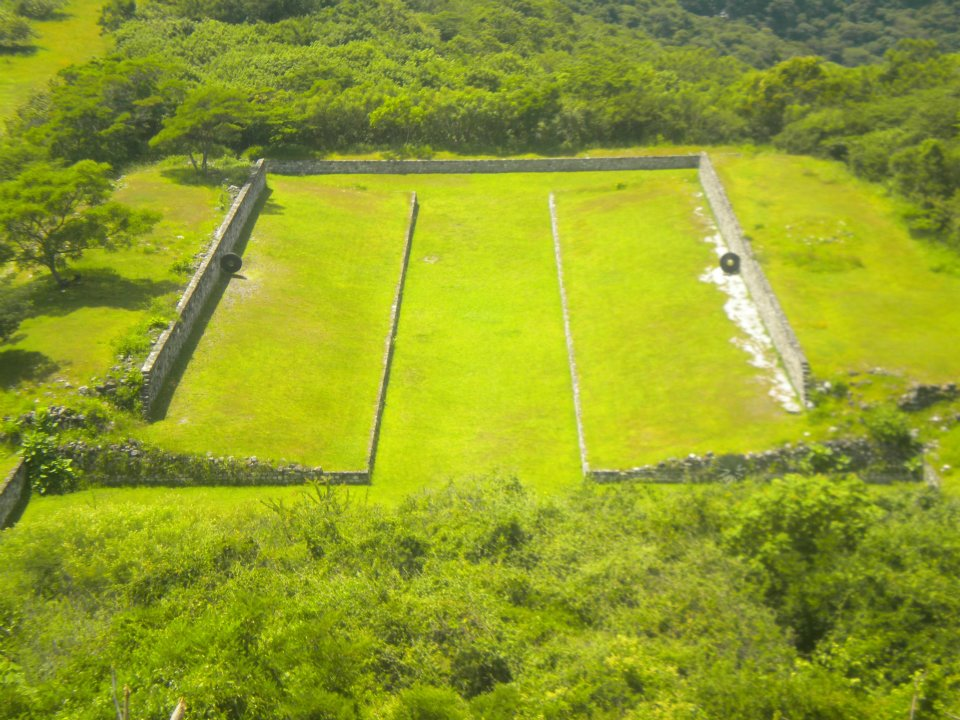
Juego de pelota en Xochicalco

Dentro de la población, se contaba con mercaderes, artesanos y campesinos. Los cultivos básicos eran el maíz, el frijol y el algodón. La demanda de ropa de algodón era alta en el imperio mexica, y la tierra era el único lugar que tenía las condiciones necesarias para el crecimiento de este, razón por la que se convirtió en un producto importante en su contribución tributaria.

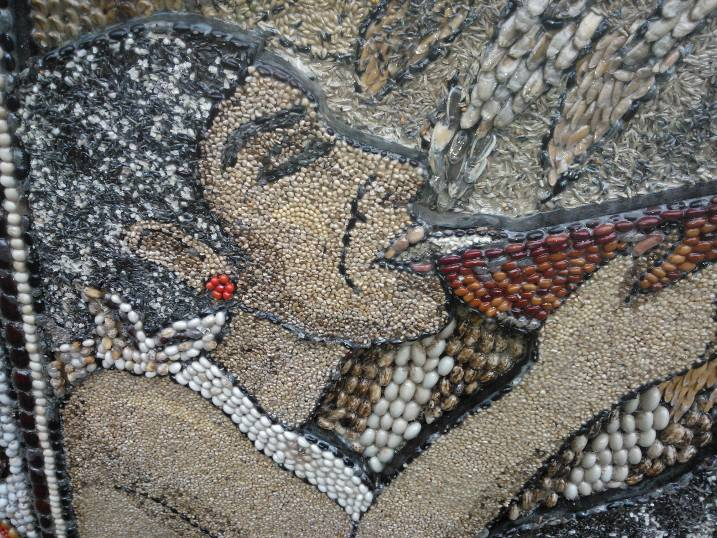
Representación artística tlahuica hecha con elementos de su agricultura

La agricultura fue una de las labores en la que la civilización tlahuica de Morelos se destacó en comparación con otras civilizaciones del Posclásico en el centro de México. Se utilizaban dos tipos de agricultura intensiva en el estado (Maldonado Jiménez, 1984). Primero, la irrigación era practicada a lo largo de los ríos, diques y canales eran usados para traer agua hasta los campos. La segunda forma de agricultura intensiva era el terraceado. 
La alta precipitación y el clima templado favorecieron el cultivo de cosechas. La tecnología de irrigación se desarrolló muy temprano en el valle de Yautepec (Morett Alatorre et al., 2001) y para la época del Posclásico el riego se había dispersado de tal manera que toda la tierra que fuera propicia para el cultivo utilizaría este sistema (Maldonado Jiménez, 1984; Smith, 1994). La tipografía montañosa y las pendientes cubiertas con terraceado delimitadas con paredes de piedra, creaba campos angostos para cultivar el maíz y el frijol (Smith y Price, 1994).

## El fin de la civilización
El segundo de los imperios del Posclásico en el valle de México fue el mexica o de la "Triple Alianza" entre  Tenochtitlan, Texcoco y Tlacopan, los cuales comenzaron un programa de conquistas militares en todo el valle de México. En 1430 el imperio mexica comienza su expansión fuera del valle de México. El área inicial que conquistaron fue el territorio de Morelos. A partir de este momento, la gente quedó sujeta al Tlatoani de Tenochtitlan y pagaron tributo.

## Su legado en la actualidad
Muchas de las costumbres de los tlahuicas tuvieron una influencia en la historia y sociedad del territorio del hoy estado de Morelos, desde el periodo colonial hasta el presente. El conocimiento agrícola, la religión y las costumbres de los tlahuicas fue transmitido a sus descendientes. Gran variedad de las características más atrayentes y propias del antiguo Morelos       —desde el paisaje agrícola hasta las costumbres locales— pueden ser vistas hoy en día en el estado.
Actualmente, la vestimenta tradicional sólo se usa en fiestas representativas y en ocasiones especiales; los hombres usan solo calzón, camisa de manta, huaraches y faja enredada en la cintura, las mujeres, blusa blanca de manta con bordada de flores.